# Volby do Sněmovny národů Federálního shromáždění 1990
Volby do Sněmovny národů Federálního shromáždění proběhly ve dnech 8. - 9.6.1990.

## Výsledky voleb v Česku

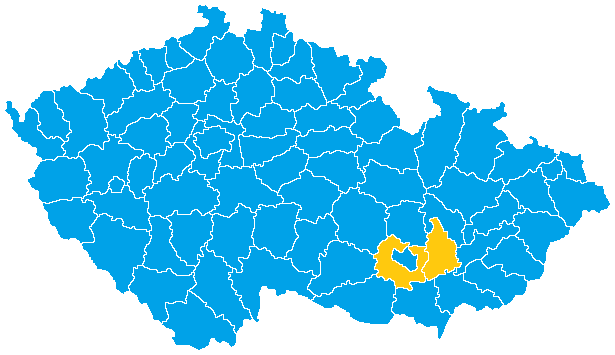
Vítězné strany podle okresů (světle modrá OF, zlatá HSD-SMS)

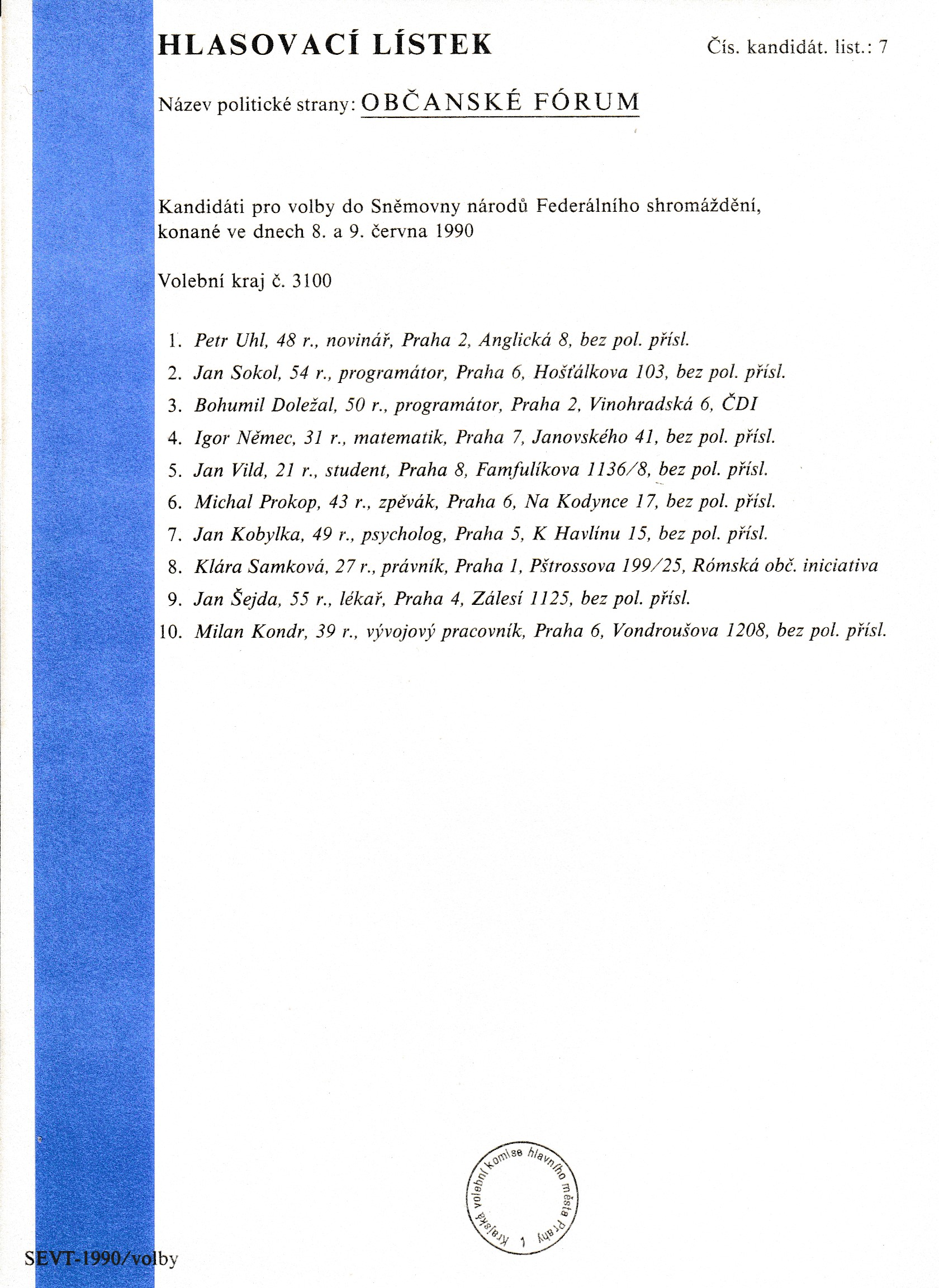
Hlasovací lístek OF pro volby do Sněmovny národů v Praze 1990

| Strana                              | Počet hlasů | Procentuální vyjádření | Počet mandátů |
| ----------------------------------- | ----------- | ---------------------- | ------------- |
| Občanské fórum                      | 3 613 513   | 49,96 %                | 50            |
| Komunistická strana Československa  | 997 919     | 13,80 %                | 12            |
| Hnutí za sam.dem.-Sp.Mor.a Sl.      | 658 477     | 9,10 %                 | 7             |
| Křesťanská a demokratická unie      | 633 053     | 8,75 %                 | 6             |
| Československá sociální demokracie  | 301 445     | 4,17 %                 | 0             |
| Spojenectví zemědělců a venkova     | 288 270     | 3,99 %                 | 0             |
| Strana zelených                     | 248 944     | 3,44 %                 | 0             |
| Československá strana socialistická | 208 662     | 2,89 %                 | 0             |
| Svobodný blok                       | 78 910      | 1,09 %                 | 0             |
| celkem                              | 7 232 125   | 100 %                  | 75            |

## Výsledky voleb na Slovensku
| Strana                             | Počet hlasů | Procentuální vyjádření | Počet mandátů |
| ---------------------------------- | ----------- | ---------------------- | ------------- |
| Verejnosť proti násiliu            |             | 37,28 %                | 33            |
| Kresťanskodemokratické hnutie      |             | 16,66 %                | 14            |
| Komunistická strana Československa |             | 13,43 %                | 12            |
| Slovenská národná strana           |             | 11,44 %                | 9             |
| Spolužitie                         |             | 8,49 %                 | 7             |
| celkem                             | '           | 100 %                  | 75            |